# Vražda Džunko Furuty
Vražda Džunko Furuty (japonsky 女子高生コンクリート詰め殺人事件 – doslova Případ středoškolské dívky zalité v betonu) je název pro kriminální případ, kdy šestnáctiletá dívka jménem Džunko Furuta byla unesena, mučena a zavražděna. Tento incident je v Japonsku nechvalně proslulý svou krutostí. 

## Zločin
V listopadu 1988 Hiroši Mijano (宮野裕史, „Chlapec A“, tehdy 18 let), Juzuru Ogura (小倉譲, „Chlapec B“, tehdy 17 let, později si změnil jméno na Džó Kamisaku), Nobuharu Minato (湊伸治, „Chlapec C“, 16 let) a Jasuši Watanabe (渡邊恭史, „Chlapec D“, 17 let) unesli Džunko Furutu, žačku z města Misato v prefektuře Saitama (druhý ročník střední školy – 11. stupeň) a drželi ji v zajetí 44 dní. Věznili ji v domě rodičů chlapce B.
Aby zabránili policejnímu pátrání, Chlapec A donutil Džunko, aby zavolala svým rodičům a řekla jim, že utekla z domu se svým „přítelem“ a je v pořádku. Zastrašováním ji donutil k tomu, aby před rodiči Chlapce B vystupovala jako jedna z jeho přítelkyň. Když ale zjistil, že rodiče chlapce B policii nezavolají, už se nenamáhal nic předstírat. Furuta se několikrát pokoušela o útěk a prosila rodiče Chlapce B o pomoc, ale oni ze strachu z Chlapce A neudělali nic. Chlapec A byl totiž v té době nízko postavený člen Jakuzy a chlubil se tím, že může kohokoli nechat odstranit. 
Podle jejich výpovědi během soudního procesu ji čtyři z nich znásilňovali, bili kovovými a golfovými holemi, zaváděli jí předměty (např. žárovku) do pochvy, musela jíst šváby a pít vlastní moč. Do jejího konečníku vsunuli zábavní pyrotechniku, kterou pak  zapálili. Přinutili ji masturbovat, ucvakli jí bradavky kleštěmi na drát, házeli jí činky na břicho, pálili ji cigaretami a zapalovači. Jedno z popálení bylo trestem za snahu o zavolání policie. Jednou její zranění byla tak vážná, že jí trvalo celou hodinu doplazit se dolů do koupelny.
Údajně až stovka jiných lidí věděla, že Furuta je vězněna  v domě, ale není jasné, zda ji jen viděli, nebo ji také znásilňovali a zneužívali.
Když ji chlapci odmítli pustit, několikrát je prosila, „aby to skončili a zabili ji“.
4. ledna 1989 použili jako záminku prohru v mahjongu a zbili ji železnými činkami, polili jí hořlavinou nohy, ruce, obličej a břicho a podpálili ji. Zemřela ten den na šok. Čtyři chlapci tvrdili, že si vážnosti zranění nebyli vědomi a mysleli, že jen simuluje.
Vrazi ukryli její tělo v 55galonovém plechovém sudu naplněném cementem a zbavili se jej v úseku meliorované půdy v Kjótu. Poté, co byla její matka informována o okolnostech zločinu, omdlela a musela být převezena k psychiatrickému ošetření.

## Zatčení a soud
Chlapci byli zatčeni a souzeni jako dospělí, ale kvůli japonské ústavě byla jejich identita skryta. Týdeník Šukan Bunšun zveřejnil jejich skutečná jména s tím, že „lidská práva zde nejsou pro zvířata.“ Reálné jméno Džunko a detaily z jejího soukromého života byly zveřejněny v médiích.
Kamisaku byl v oficiálním procesu souzen jako nízko postavený člen Jakuzy. Čtyři chlapci se přiznali k „ublížení na zdraví s následkem smrti“ spíše než k vraždě. Rodiče Chlapce A prodali svůj dům za přibližně 50 milionů jenů, které věnovali rodině Džunko Furuty jako kompenzaci. Pro svou účast na zločinu byl Kamisaku odsouzen k osmi letům ve vězení pro mladistvé, odkud byl v srpnu 1999 propuštěn. V červenci 2004 byl znovu uvězněn pro útok na známého, o kterém si myslel, že mu chce přebrat jeho přítelkyni, kromě toho se údajně chlubil svou kriminální minulostí. Kamisaku byl odsouzen na 7 let za napadení.
Rodiče Džunko byli zděšeni slovy vrahů jejich dcery a podali civilní žalobu na rodiče, kterým patřil dům – tedy místo činu. Když některé z teorií byly vyvráceny pro nedostatek fyzických důkazů (semeno a ochlupení z ohanbí objevené na těle dívky se neshodovaly s žádným ze zatčených chlapců), právník rodiny Furuta stáhl civilní žalobu kvůli nedostatku důkazů a odmítl je dále reprezentovat (dále jsou zde spekulace, že důkaz mohl být kontaminován například neidentifikovanými osobami, které Džunko znásilnily).
Případ vyvolal celonárodní polemiku ohledně výše rozsudků a rehabilitace mladistvých pachatelů; hlavně kontext, kde byli mladiství souzeni jako dospělí, se stal senzací.

## V populární kultuře
O incidentu byly v japonštině napsány nejméně dvě knihy a natočen exploitativní film „Joshikōsei konkurīto-zume satsujin-jiken“ (女子高生コンクリート詰め殺人事件, Concrete-Encased High School Girl Murder Case, režie Kacuja Macumura, 1995). hlavního pachatele hrál Júdžin Kitagawa (později člen hudebního dua Yuzu). Další film Concrete (コンクリート, AKA Schoolgirl in Cement) zrežíroval Hiromu Nakamura; byl založen na jedné z knih. O případu byla také nakreslena manga „Schoolgirl in Concrete“.